# Trichomycterus tenuis
Trichomycterus tenuis är en fiskart som beskrevs av Weyenbergh, 1877. Trichomycterus tenuis ingår i släktet Trichomycterus och familjen Trichomycteridae. Inga underarter finns listade i Catalogue of Life.